# Brometo de cianogênio
Brometo de cianogênioou BC, é um composto pseudoalogênio com a fórmula CNBr. É usado para modificar biopolímeros, fragmentar proteínas e peptídeos, e sintetizar outros compostos. Brometo de cianogênio é um cristal em temperatura ambiente, não possui cheiro quando puro, quando puro tende ser bastante persistente, possui um ponto de fusão de 52 graus Celsius e um ponto de ebulição de 62 graus Celsius, quando impuro tende a se decompor facilmente e de forma explosiva, é guardado em soluções de Etanol podendo durar mais de dois meses, BC é o segundo pior agente em persistência, podendo durar em ambiente aberto por até duas semanas, mas já tende a se decompor logo depois da sua disseminação. Pode persistir em ambientes fechados por alguns meses. É solúvel em Éter etílico, Tetraidrofurano, Diclorometano, Clorofórmio, Cloroetano, Benzeno, Cicloexano e Hidrocarbonetos, em geral BC é neutro em solventes, reage com a água. BC é volátil a 25 graus Celsius emitindo gases incolores. Tende a se decompor facilmente na presença da luz emitindo Bromo e Cianogênio, é decomposto a partir da água e compostos básicos, possui decomposição semelhante aos outros agentes cianogênicos. 

## Toxicidade[3][4]
A exposição ao BC causa principalmente dor de cabeça, confusão, ansiedade, tonturas, fraqueza, mal-estar e perda de consciência. Efeitos cardiovasculares: palpitações. Efeitos respiratórios: irritação do trato respiratório, dificuldade em respirar ou falta de ar (dispnéia) e aumento transitório na taxa e profundidade da respiração (hiperpneia), náuseas e vômitos (emese) pupilas dilatadas, inflamação da superfície do olho e cegueira temporária, os efeitos mais graves pela exposição são, coma, convulsões e pupilas dilatadas (midríase). Efeitos cardiovasculares: choque, ritmos cardíacos anormais ou desordenados (arritmias), pressão arterial extremamente baixa e parada cardíaca. Efeitos respiratórios: anormalmente rápido seguido de respirações anormalmente lentas; acumulação de líquido nos pulmões (edema pulmonar); e parada respiratória. Os órgãos mais suscetíveis ao cianeto são o sistema nervoso central (SNC) e o coração. A maioria dos efeitos clínicos é de origem CNS e não são específicos.  Aproximadamente 30 segundos após a inalação de uma alta concentração de cianeto, há uma hiperpneia transitória, seguida dentro de 30 segundos pelo aparecimento de convulsões. A atividade respiratória para dois a três minutos depois, e a atividade cardíaca cessa alguns minutos depois, ou aproximadamente seis a oito minutos após a exposição. O início e a progressão dos sinais e sintomas após a ingestão de cianeto ou após a inalação de uma menor concentração de vapor são mais lentos. Os primeiros efeitos podem não ocorrer até vários minutos após a exposição, e o curso do tempo desses efeitos depende da quantidade absorvida e da taxa de absorção. A hiperpneia transitória inicial pode ser seguida por sentimentos de ansiedade ou apreensão, agitação, vertigem, sensação de fraqueza, náuseas com ou sem vômitos e tremores musculares. Mais tarde, a consciência é perdida, a diminuição da respiração na taxa e profundidade, e convêm convulsões, apnéias e disritmias cardíacas e paralisação. Como esta cascata de eventos é prolongada, é possível o diagnóstico e o tratamento bem-sucedido.  Os efeitos do Brometo de cianogênio incluem os descritos para o cianeto de hidrogênio e Cloreto de cianogênio. O Brometo de cianogênio também é semelhante aos agentes anti-motim causando irritação nos olhos, nariz e vias aéreas, além de lacrimejamento marcado, rinorréia e broncosecreções. O agente em contato com os sais presentes na água dos tecidos tende a reagir rapidamente para formar sais tóxicos como Cianeto de sódio e Cianeto de ureia, em contato com a água dos tecidos BC tende a causar severas irritações em todos os meios de exposição, a hidrólise de BC produz ácido hipobromoso e Cianeto de hidrogênio, ambos tóxicos, e ambos causadores das irritações. 

## Síntese[5]
Cianeto de bromo é obtido a partir de uma reação utilizado Brometo de sulfurila, Bromofosgênio ou Bromo liquido para reagir com Cianeto de sódio, a reação é feita a temperatura abaixo de 50 graus Celsius ou perante 50 graus Celsius e acima de 25 graus Celsius com direta destilação do Dióxido de enxofre, BC é separado por sublimação a 65 graus Celsius.